# Уряд Тиграна Саркісяна I
| Ім'я               | Посада                                           | Початок повноважень |
| ------------------ | ------------------------------------------------ | ------------------- |
| Тигран Саркісян    | Прем'єр-міністр                                  | З квітня 2008       |
| Армен Геворгян     | Віце-прем'єр, міністр територіального управління | З квітня 2008       |
| Давид Саркісян     | Міністр керівник апарату уряду                   | З квітня 2008       |
| Сейран Оганян      | Міністр оборони                                  | З квітня 2008       |
| Едвард Налбандян   | Міністр закордонних справ                        | З квітня 2008       |
| Алік Саркісян      | Міністр внутрішніх справ, начальник поліції      | З квітня 2008       |
| Горік Акопян       | Міцністр національної безпеки                    | З листопада 2004    |
| Гурген Саркісян    | Міністр транспорту та зв'язку                    | З квітня 2008       |
| Нерсес Еріцян      | Міністр економіки                                | З квітня 2008       |
| Артем Кушкян       | Міністр охорони здоров'я                         | З червня 2007       |
| Геворг Даніелян    | Міністр юстиції                                  | З червня 2007       |
| Вардан Варданян    | Міністр містобудівництва                         | З червня 2007       |
| Арамаїс Грігорян   | Міністр сільського господарства                  | З червня 2008       |
| Арам Арутюнян      | Міністр охорони природи                          | З червня 2007       |
| Армен Ашотян       | Міністр освіти та науки                          | З травня 2009       |
| Арсен Амбарцумян   | Міністр труда та соціального забезпечення        | З червня 2008       |
| Армен Грігорян     | Міністр спорту та з питань молоді                | З червня 2007       |
| Асмік Погосян      | Міністр культури                                 | З травня 2006       |
| Тигран Давтян      | Міністр фінансів                                 | З квітня 2008       |
| Армен Мовсісян     | Міністр енергетики                               | З грудня 2001       |
| Ваграм Барсегян    | Начальник податкової служби                      | З червня 2007       |
| Армен Аветісян     | Начальник митного комітету                       | З 2003              |
| Манук Варданян     | Начальник кадастру нерухомості                   | З 1999              |
| Артем Мовсесян     | Начальник цивільної авіації                      | З 2004              |
| Каріне Кіракосян   | Начальник управління ГО                          | З 2004              |
| Андранік Андреасян | Начальник комітету водного господарства          | З 2004              |
| Едік Барсегян      | Начальник управління НС                          | З 2004              |
| Володимир Гаспарян | Начальник військової поліції                     | З 1997              |
| Едуард Мілітонян   | Начальник управління печаті та інформатизації    | З 1999              |

Шаблон:Уряди Вірменії